# Ірінеу Еванжеліста ді Суза
Іріне́у Еванжелі́ста ді Су́за (порт. Irineu Evangelista de Souza; 28 грудня 1813, Апойо-Гранді — 21 жовтня 1889, Петрополіс) — бразильський бізнесмен, банкір і політик. За заслуги перед країною отримав титул барона (1854) і почесного віконта (1874) ді Мауа (Mauá). Був головою Міністерства транспорту та розпочав розвиток багатьох галузей промисловості в Бразилії. Серед його заслуг — будівництво першої в Бразилії залізниці.

## Життєпис
Ді Суза походить із бідної незнатної сім'ї та досяг багатства і високого положення в суспільстві завдяки своїм здібностям. Вважався однією з найвпливовіших людей країни свого часу. Він не був пов'язаний з панівною на той час рабовласницькою сільськогосподарською аристократією та розглядався як символ нового капіталізму XIX столітті. Завдяки ді Суза роль робітничого класу Бразилії почала підвищуватися, він інвестував значні кошти в розвиток нових технологій, в залучення бразильського капіталу до транснаціональних корпорацій, розширення торгівлі та економічних відносин з сусідами. Іронічно, але зараз ім'я ді Суза більше асоціюється з гучним процесом банкрутства його компанії в 1887 році.